# Convento de la Encarnación (Sevilla)

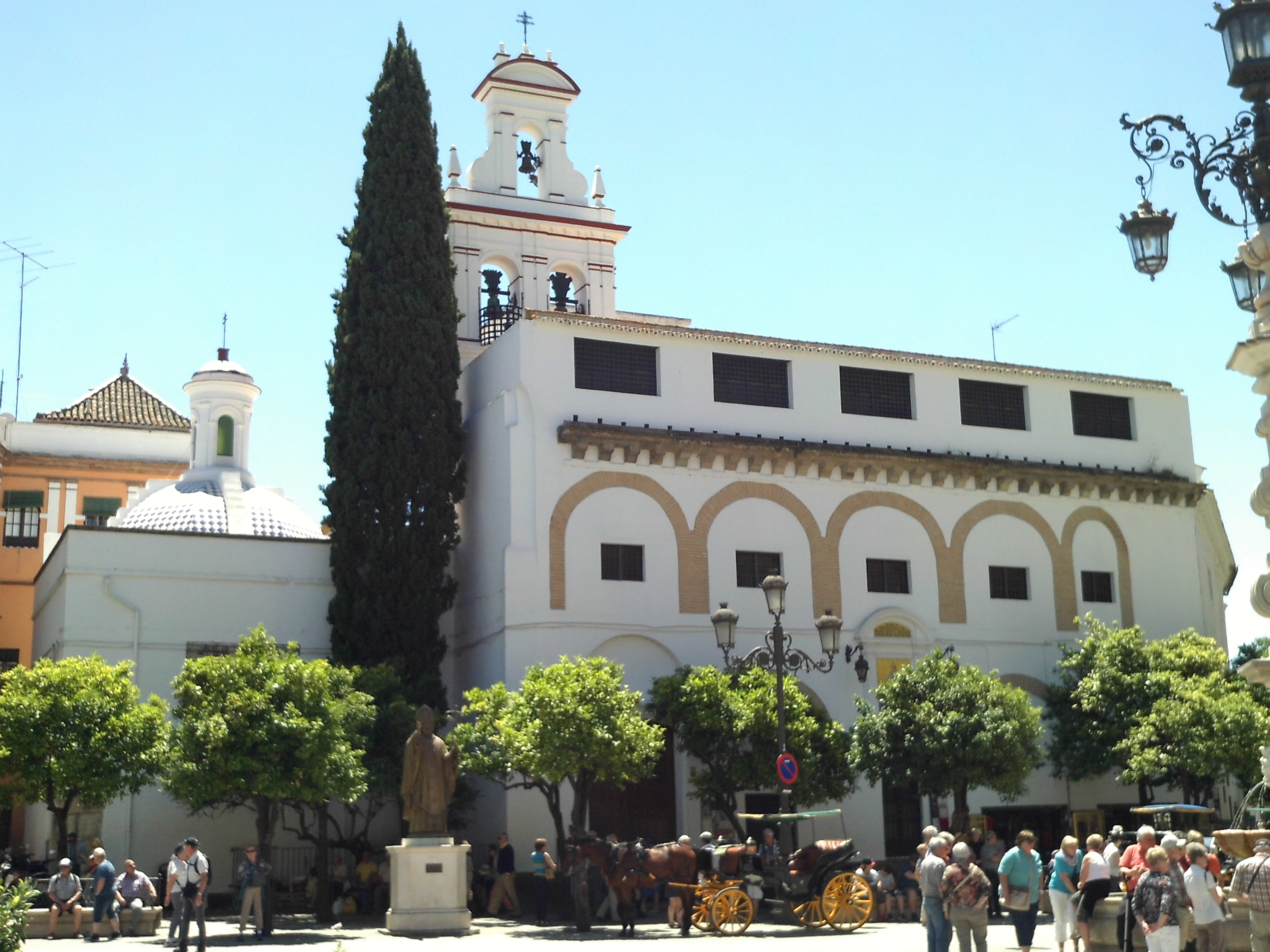
El Convento de la Encarnación. Plaza Virgen de los Reyes de Sevilla.

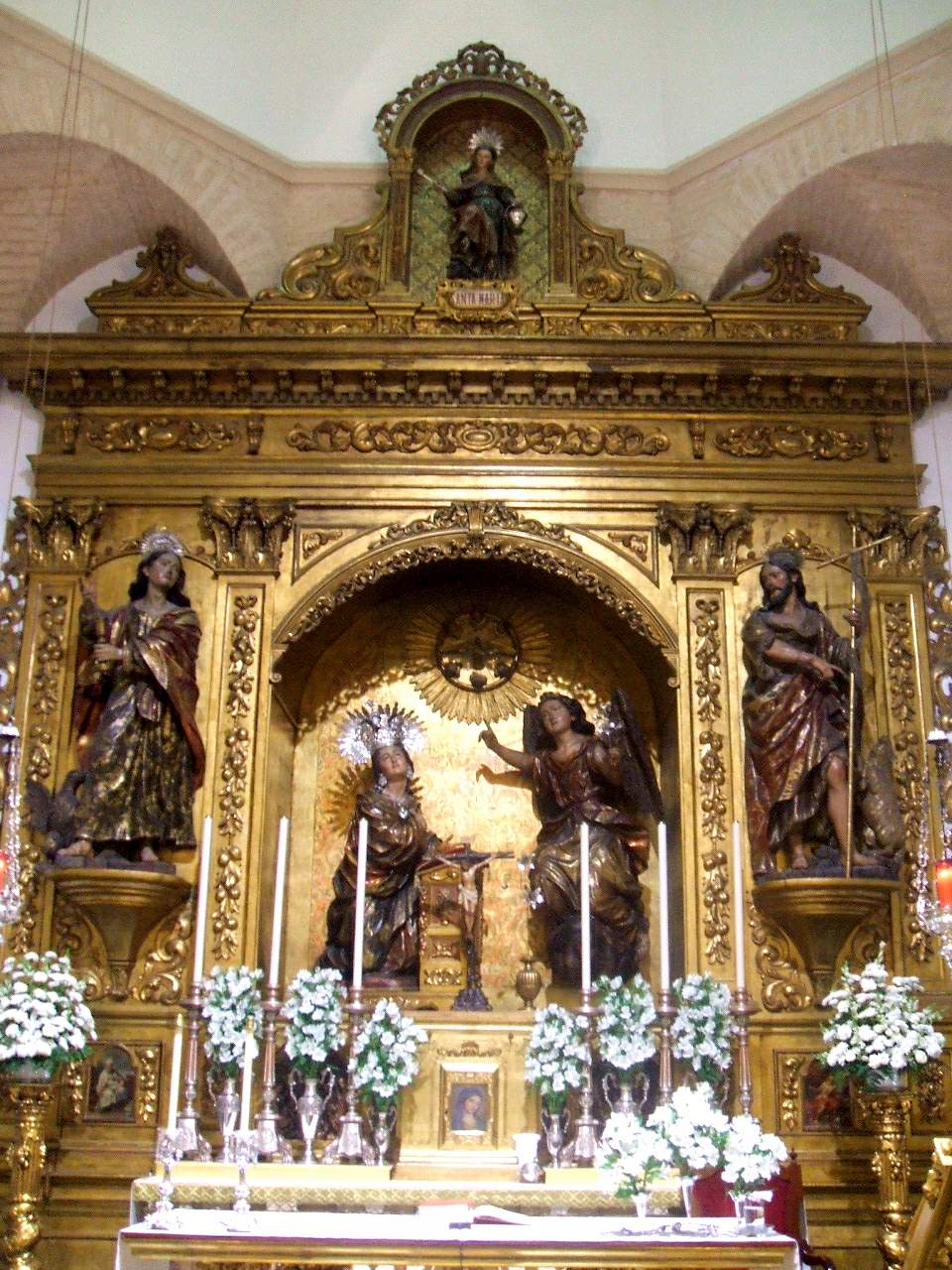
Imagen de la Anunciación flanqueada por las de San Juan Bautista y San Juan Evangelista, realizadas por Francisco Dionisio de Ribas. Iglesia del Convento de la Encarnación.

El Convento de la Encarnación de Sevilla (Andalucía, España) fue fundado en el siglo XVI y es de monjas agustinas. Se encontraba donde actualmente está la Plaza de la Encarnación, pero fue derribado en el siglo XIX, durante la invasión francesa de Sevilla. La congregación se trasladó a dependencias del Hospital de Santa Marta, entre la Plaza Virgen de los Reyes y la Plaza del Triunfo.

## Historia
Fue fundado en 1591 por Juan de la Barrera, un hombre que había hecho fortuna en América y que, por no tener descendencia, legó su patrimonio a obras piadosas. En su testamento, redactado el 20 de abril de 1591, donó unas casas en la plaza de San Bartolomé para la construcción de un convento pero, de no convenir fundarlo en ese lugar, daba su autorización para venderlas y construirlo en otro sitio. En el testamento estipula que debía ser enterrado en su iglesia, en cuyo altar mayor debía de ir el misterio de la Anunciación, y que también debía haber dos altares dedicados a los santos juanes. El convento debía de estar sujeto al deán y al cabildo catedralicio y tendría como máximo 40 religiosas, teniendo preferencia para entrar las familiares del fundador, que podrían hacerlo sin aportar una dote.
Juan de la Barrera murió el 25 de abril de ese mismo año y su albacea testamentario, Hernando Vallejo, se encargó de cumplir con su voluntad. Decidió labrar el convento en el barrio entonces conocido como de Ponce de León, por tener allí su casa Pedro Ponce de León. Antes este barrio se llamó de Morillo.
Al hacerse el convento la plaza en la que se ubicó tomó el nombre de este, Nuestra Señora de la Encarnación.
En 1598 ya estaba labrada la puerta principal, en la que trabajan el arquitecto Alonso Vandelvira y los escultores Andrés Ocampo y Martín Alonso de Mesa. Las obras fueron dirigidas, por encargo del albacea, por el maestro albañil Diego Rodríguez.
Construida la parte principal, se pidió a la Santa Sede la aprobación, que llegó con la bula del papa Clemente VII del 23 de enero de 1600. En 1602 el cabildo aceptó su papel en la gestión del convento y ese mismo año se cerró la clausura.
En 1603 unos peritos tasan la obra realizada en 45.864 reales. Eso es todo lo que se aportó al comienzo para la realización del convento. El resto del dinero empleado hasta su conclusión, que costó 40.000 ducados, procedió de la dote de las monjas que fueron entrando.
Como primera abadesa, se escogió a una monja cisterciense del Convento de Santa María de las Dueñas, Beatriz de Vallejo, pariente de Hernando Vallejo. Esta ocupará el cargo 24 años.
Juan Vallejo, hijo de Hernando Vallejo, con el pretexto de ciertas deudas dejadas por el fundador, hipotecará incluso las dores de las religiosas. Y, 38 años después de la fundación, debido a una demanda de los acreedores, son incautados todos los bienes del convento. De todo ello se encargó un administrador judicial hasta 1650, en que obtiene dicha administración Juan Vallejo. Este desistió de la administración, apremiado por los acreedores y por una ejecutoria del tribunal dictada en su contra, por faltarle a las religiosas 50 ducados para alimentos. Finalmente, en 1656, el tribunal otorgó al convento y a su abadesa la administración de sus bienes y rentas.
Entre 1674 y 1679 se realizó el retablo mayor, por parte de Francisco Dionisio de Ribas, en madera de cedro y alijo. El retablo se apolilló y fue reparado por Fernando Barahona, que tuvo que retirar toda la madera de alijo y sustituirla por pino de Flandes. Entre 1691 y 1693 se doró y estofó la restauración, por parte de Miguel de Parrilla. En la segunda mitad del siglo XVII, las monjas compran nuevas casas para aumentar el convento.
En un retablo lateral situado en el lado del Evangelio de la iglesia, frente a la puerta del templo, bajo el cual estaba enterrado el sacerdote jesuita venerable Fernando de Mata, había un cuadro de Juan de Roelas con la Inmaculada y el venerable arrodillado junto a ella. En la actualidad, este cuadro se encuentra en los Museos Estatales de Berlín.
A comienzos del siglo XVIII la situación económica del convento era mala. Tuvieron que recurrir al dinero de las dotes de las religiosas para alimentos y acudieron al cabildo catedralicio, al que estaban sujetas, para ser socorridas. No debieron recibir mucha ayuda, porque el 29 de septiembre de 1710 la abadesa y sus doce monjas fueron a pedir ayuda a la catedral, precedidas por una cruz alzada llevada por su sacristán. El deán intervino y ordenó que las monjas fuesen llevadas a la sacristía mayor, desde donde las hizo volver a su convento en coches de caballos para evitar la curiosidad de la gente. Tras esta salida, aumentaron las ayudas al convento. El cabildo acordó darle 200 fanegas de trigo y 200 ducados. Para evitar que el hecho se repitiese, el visitador privó a la abadesa de su cargo y a sus acompañantes de "voz activa y pasiva". El arzobispo reclamó para sí la competencia de la causa y ordenó arrestar al sacristán porque, según el historiador J. Muñana, "no era tanta la necesidad como significaban las religiosas".
En 1705, el marqués de Dos Hermanas intentó obtener el patronazgo del convento alegando que era sucesor de Juan Vallejo, que actuó como patrón. La abadesa y las monjas se opusieron a estas pretensiones, ya que desde 1656 la abadesa disfrutaba de plena autonomía frente a los patronos por una ejecutoria del Tribunal. Hubo un proceso judicial pero, finalmente, acabó con una sentencia favorable a las monjas en 1718.
En 1810 se produjo la invasión francesa de Sevilla. El 28 de abril se publicó en la «Gazeta de Sevilla» el decreto, firmado por José Bonaparte en el Alcázar, para la "formación de una plaza pública en el terreno que ocupa la manzana comprendida entre las plazas de Regina y la Encarnación". El mismo decreto ordena que las monjas fuesen trasladadas a otro convento. El visitador propuso que las monjas fuesen trasladadas al Convento de Nuestra Señora de la Paz, también de agustinas, pero las monjas no querían ser fusionadas con otro convento, así que el 10 de junio se trasladaron al Convento de los Terceros, que había sido exclaustrado.
El convento original fue derribado para la construcción de la citada plaza. El 11 de diciembre de 1813 Fernando VII ordenó que se devolviesen sus posesiones a todos los religiosos pero estas monjas agustinas no tenían ya un lugar al que regresar. En 1815 la abadesa María Josefa Rodríguez de León escribió una exposición al nuncio para evitar el traslado de su comunidad al Convento de Nuestra Señora de la Paz alegando que aquel convento estaba en su mayor parte en ruinas.
El cabildo catedralicio les cedió la iglesia y el coro del Hospital de Santa Marta. Las monjas recibieron en donación dos casas colindantes al hospital. Se trasladaron a su nueva sede el 21 de diciembre de 1819 y, al día siguiente, volvieron los terceros a su respectivo convento.
Durante las últimas décadas del siglo XIX y principios del siglo XX el cabildo siguió reservándose el derecho de depositar en su iglesia los cadáveres de los canónigos, hasta ser trasladados al cementerio.